# Reichstagswahlkreis Regierungsbezirk Gumbinnen 2

Die Wahlkreisaufteilung des Deutschen Reichs.

Der Reichstagswahlkreis Provinz Ostpreußen – Regierungsbezirk Gumbinnen 2 (Wahlkreis 12; Wahlkreis Ragnit-Pillkallen) war ein Wahlkreis für die Reichstagswahlen im Deutschen Reich und im Norddeutschen Bund von 1867 bis 1918.

## Wahlkreiszuschnitt
Der Wahlkreis umfasste den Landkreis Ragnit ohne die Landgemeinde Heydebruch und den Gutsbezirk Klein Szagmanten und den Kreis Pillkallen. Es handelte sich um eine Parteihochburg der Konservativen.
| Jahr | Einwohner |
| ---- | --------- |
| 1890 | 101.248   |
| 1895 | 102.721   |
| 1900 | 100.581   |
| 1905 | 100.878   |
| 1910 | 100.763   |

|      | Landwirtschaft | Industrie und Gewerbe | Handel und Dienstleistungen |
| ---- | -------------- | --------------------- | --------------------------- |
| 1895 | 81,4           | 11,5                  | 7,1                         |
| 1907 | 78,8           | 13,5                  | 7,8                         |

|      | Evangelisch | Katholisch |
| ---- | ----------- | ---------- |
| 1890 | 98,5        | 0,6        |
| 1905 | 98,2        | 1,2        |
| 1910 | 97,2        | 1,7        |

## Abgeordnete
| Wahl                                | Abgeordneter       | Partei                     | Bild |
| ----------------------------------- | ------------------ | -------------------------- | ---- |
| Reichstagswahl Februar 1867         | Hermann Schmalz    | Konservative Partei        | 0    |
| Reichstagswahl August 1867 bis 1871 | Eugen von Sperber  | Konservative Partei        | 0    |
| Reichstagswahl 1871 bis 1878        | Wilhelm Francke    | Fortschrittspartei         | 0    |
| Reichstagswahl 1878 bis 1879        | Hermann Schmalz    | Konservative Partei        | 0    |
| Ersatzwahl 1879 bis 1889            | Albert von Sperber | Deutschkonservative Partei | 0    |
| Reichstagswahl 1890 bis 1913        | Hans von Kanitz    | Konservative Partei        |      |
| Ersatzwahl 1913 bis 1917            | Fritz Gottschalk   | Konservative Partei        | 0    |
| Ersatzwahl 1918 bis 1918            | Wolfgang Kapp      | Konservative Partei        |      |

## Wahlen

### 1867 (Februar)
Es fand nur ein Wahlgang statt.
| Kandidat        | Partei              | Stimmen | in % | Anmerkungen |
| --------------- | ------------------- | ------- | ---- | ----------- |
| Hermann Schmalz | Konservative Partei | 7748    | 0    | 0           |

### 1867 (August)
Es fand nur ein Wahlgang statt.
| Kandidat          | Partei              | Stimmen | in % | Anmerkungen |
| ----------------- | ------------------- | ------- | ---- | ----------- |
| Eugen von Sperber | Konservative Partei | 4826    | 0    | 0           |

### 1871
Es fand nur ein Wahlgang statt.
| Kandidat        | Partei              | Stimmen | in % | Anmerkungen |
| --------------- | ------------------- | ------- | ---- | ----------- |
| Wilhelm Francke | Fortschrittspartei  | 4960    | 0    | 0           |
|                 | Konservative Partei | 3197    | 0    | 0           |
| Sonstige        | 0                   | 61      | 0    | 0           |

### 1874
Es fand nur ein Wahlgang statt.
| Kandidat        | Partei              | Stimmen | in % | Anmerkungen |
| --------------- | ------------------- | ------- | ---- | ----------- |
| Wilhelm Francke | Fortschrittspartei  | 4194    | 0    | 0           |
|                 | Konservative Partei | 2024    | 0    | 0           |
| Sonstige        | 0                   | 63      | 0    | 0           |

### 1877
Es fand nur ein Wahlgang statt.
| Kandidat        | Partei             | Stimmen | in % | Anmerkungen |
| --------------- | ------------------ | ------- | ---- | ----------- |
| Wilhelm Francke | Fortschrittspartei | 4194    | 0    | 0           |
|                 | Reichspartei       | 3645    | 0    | 0           |
| Sonstige        | 0                  | 15      | 0    | 0           |

### 1878
Es fand nur ein Wahlgang statt.
| Kandidat        | Partei             | Stimmen | in % | Anmerkungen |
| --------------- | ------------------ | ------- | ---- | ----------- |
|                 | Fortschrittspartei | 3946    | 0    | 0           |
| Hermann Schmalz | Konservativ        | 6505    | 0    | 0           |
| Sonstige        | 0                  | 12      | 0    | 0           |

### Ersatzwahl 1879
Nach dem Tod von Schmalz wurde eine Ersatzwahl am 21. November 1879 notwendig. Es fand nur ein Wahlgang statt.
| Kandidat           | Partei                     | Stimmen | in % | Anmerkungen |
| ------------------ | -------------------------- | ------- | ---- | ----------- |
|                    | Fortschrittspartei         | 2500    | 0    | 0           |
| Albert von Sperber | Deutschkonservative Partei | 5148    | 0    | 0           |
| Sonstige           | 0                          | 11      | 0    | 0           |

### 1881
Es fand nur ein Wahlgang statt.
| Kandidat           | Partei                     | Stimmen | in % | Anmerkungen |
| ------------------ | -------------------------- | ------- | ---- | ----------- |
|                    | Fortschrittspartei         | 4981    | 0    | 0           |
| Albert von Sperber | Deutschkonservative Partei | 6683    | 0    | 0           |
| Sonstige           | 0                          | 10      | 0    | 0           |

### 1884
Es fand nur ein Wahlgang statt. Die Zahl der Wahlberechtigten betrug 19.293 und die Zahl der abgegebenen Stimmen 13.050, von denen 11 ungültig waren. Die Wahlbeteiligung betrug 67,7 %.
| Kandidat           | Partei                     | Stimmen | in % | Anmerkungen |
| ------------------ | -------------------------- | ------- | ---- | ----------- |
|                    | Fortschrittspartei         | 3586    | 0    | 0           |
| Albert von Sperber | Deutschkonservative Partei | 9451    | 0    | 0           |
| Sonstige           | 0                          | 13      | 0    | 0           |

### 1887
Es fand nur ein Wahlgang statt. Die Zahl der Wahlberechtigten betrug 19.988 und die Zahl der abgegebenen Stimmen 14.546, von denen 26 ungültig waren. Die Wahlbeteiligung betrug 72,9 %.
| Kandidat           | Partei                     | Stimmen | in % | Anmerkungen |
| ------------------ | -------------------------- | ------- | ---- | ----------- |
|                    | Fortschrittspartei         | 2228    | 0    | 0           |
| Albert von Sperber | Deutschkonservative Partei | 12.290  | 0    | 0           |
| Sonstige           | 0                          | 28      | 0    | 0           |

### Ersatzwahl 1889
Nach dem Tod Sperbers kam es am 6. Dezember 1889 zu einer Ersatzwahl. Es fand nur ein Wahlgang statt. Die Zahl der Wahlberechtigten betrug 19.733 und die Zahl der abgegebenen Stimmen 9134, von denen 12 ungültig waren. Die Wahlbeteiligung betrug 46,3 %.
| Kandidat        | Partei                     | Stimmen | in % | Anmerkungen |
| --------------- | -------------------------- | ------- | ---- | ----------- |
|                 | Fortschrittspartei         | 1619    | 0    | 0           |
| Hans von Kanitz | Deutschkonservative Partei | 7494    | 0    | 0           |
| Sonstige        | 0                          | 21      | 0    | 0           |

### 1890
Die Kartellparteien NLP und Konservative unterstützen den konservativen Kandidaten. Es fand ein Wahlgang statt. Die Zahl der Wahlberechtigten betrug 20.168 und die Zahl der abgegebenen Stimmen 12.712, von denen 33 ungültig waren. Die Wahlbeteiligung betrug 63,0 %.
| Kandidat          | Partei                      | Stimmen | in % | Anmerkungen |
| ----------------- | --------------------------- | ------- | ---- | ----------- |
| Hans von Kanitz   | Deutschkonservative Partei  | 8687    | 68,5 | 0           |
| Hans von Reibnitz | Deutsche Fortschrittspartei | 70      | 0,6  | 0           |
| Rudolf Braesicke  | DVP                         | 3899    | 30,8 | 0           |
| Sonstige          | 0                           | 23      | 0,2  | 0           |

### 1893
Es sind keine Wahlkreisabkommen der Parteien überliefert. Es fand ein Wahlgang statt. Die Zahl der Wahlberechtigten betrug 20.640 und die Zahl der abgegebenen Stimmen 13.518, von denen 61 ungültig waren. Die Wahlbeteiligung betrug 65,5 %.
| Kandidat         | Partei                     | Stimmen | in % | Anmerkungen          |
| ---------------- | -------------------------- | ------- | ---- | -------------------- |
| Hans von Kanitz  | Deutschkonservative Partei | 10.005  | 74,4 | 0                    |
| Rudolf Braesicke | DVP                        | 2788    | 20,7 | 0                    |
| S. Augat         | Litauer                    | 408     | 3,0  | Besitzer in Kurschen |
| Carl Schultze    | SPD                        | 225     | 1,7  | 0                    |
| Sonstige         | 0                          | 31      | 0,2  | 0                    |

### 1898
Es sind keine Wahlkreisabkommen der Parteien überliefert. Es fand ein Wahlgang statt. Die Zahl der Wahlberechtigten betrug 21.278 und die Zahl der abgegebenen Stimmen 16.721, von denen 56 ungültig waren. Die Wahlbeteiligung betrug 78,6 %.
| Kandidat        | Partei                     | Stimmen | in % | Anmerkungen                   |
| --------------- | -------------------------- | ------- | ---- | ----------------------------- |
| Hans von Kanitz | Deutschkonservative Partei | 10.298  | 61,8 | 0                             |
| Bender          | FVP                        | 1828    | 11,0 | Gutsbesitzer in Tilsewischken |
| Dowas Saunus    | Litauer                    | 882     | 5,3  | Besitzer in Rokaiten          |
| Adolf Hofer     | SPD                        | 3524    | 21,2 | 0                             |
| Franz Reinke    | SPD                        | 105     | 0,6  | Arbeiter in Tilsit            |
| Sonstige        | 0                          | 28      | 0,1  | 0                             |

### 1903
Es sind keine Wahlkreisabkommen der Parteien überliefert. Es fand ein Wahlgang statt. Die Zahl der Wahlberechtigten betrug 21.513 und die Zahl der abgegebenen Stimmen 16.869, von denen 66 ungültig waren. Die Wahlbeteiligung betrug 78,4 %.
| Kandidat        | Partei                     | Stimmen | in % | Anmerkungen                     |
| --------------- | -------------------------- | ------- | ---- | ------------------------------- |
| Hans von Kanitz | Deutschkonservative Partei | 11.016  | 65,6 | 0                               |
| Franke          | FVP                        | 1283    | 7,6  | Gutsbesitzer in Lesgewangminnen |
| Meschkat        | Litauer                    | 391     | 2,3  | Besitzer in Groß Katschen       |
| Adolf Hofer     | SPD                        | 4082    | 24,3 | 0                               |
| Sonstige        | 0                          | 31      | 0,2  | 0                               |

### 1907
Es sind keine Wahlkreisabkommen der Parteien überliefert. Es fand ein Wahlgang statt. Die Zahl der Wahlberechtigten betrug 21.374 und die Zahl der abgegebenen Stimmen 17.819, von denen 52 ungültig waren. Die Wahlbeteiligung betrug 83,4 %.
| Kandidat        | Partei                     | Stimmen | in % | Anmerkungen           |
| --------------- | -------------------------- | ------- | ---- | --------------------- |
| Hans von Kanitz | Deutschkonservative Partei | 14.542  | 81,8 | 0                     |
| Hornung         | FVP                        | 902     | 5,1  | Rentier in Königsberg |
| Adolf Hofer     | SPD                        | 2291    | 12,9 | 0                     |
| Sonstige        | 0                          | 32      | 0,2  | 0                     |

### 1912
Es sind keine Wahlkreisabkommen der Parteien überliefert. Es fand ein Wahlgang statt. Die Zahl der Wahlberechtigten betrug 21.884 und die Zahl der abgegebenen Stimmen 19.252, von denen 32 ungültig waren. Die Wahlbeteiligung betrug 88,0 %.
| Kandidat        | Partei                     | Stimmen | in % | Anmerkungen                 |
| --------------- | -------------------------- | ------- | ---- | --------------------------- |
| Hans von Kanitz | Deutschkonservative Partei | 10.032  | 52,2 | 0                           |
| von Lentzke     | NLP                        | 6216    | 32,4 | Gutsbesitzer in Meschkuppen |
| Adolf Hofer     | SPD                        | 2964    | 15,4 | 0                           |
| Sonstige        | 0                          | 8       | 0,0  | 0                           |

### Ersatzwahl 1913
Nach Kanitz Tod kam es am 23. August 1913 zu einer Ersatzwahl. Es fand ein Wahlgang statt. 
| Kandidat         | Partei                     | Stimmen | in % | Anmerkungen                                     |
| ---------------- | -------------------------- | ------- | ---- | ----------------------------------------------- |
| Fritz Gottschalk | Deutschkonservative Partei | 9477    | 50,6 | 0                                               |
| August Ventzki   | NLP                        | 5993    | 32,0 | Fabrikant, Präsident der Handelskammer Graudenz |
| Adolf Hofer      | SPD                        | 3248    | 17,4 | 0                                               |
| Sonstige         | 0                          | 5       | 0,0  | 0                                               |

### Ersatzwahl 1918
Nach Gottschalks Tod kam es am 2. Februar 1918 zu einer Ersatzwahl. Aufgrund der Burgfriedenspolitik verzichteten die anderen Parteien auf die Aufstellung von Kandidaten. Die Konservativen stellte zwei Zählkandidaten auf. Es fand ein Wahlgang statt. 
| Kandidat      | Partei                     | Stimmen | in % | Anmerkungen                  |
| ------------- | -------------------------- | ------- | ---- | ---------------------------- |
| Wolfgang Kapp | Deutschkonservative Partei | 5055    | 98,1 | 0                            |
| von Plehwe    | Deutschkonservative Partei | 47      | 0,9  | Gutsbesitzer in Dwarrischkan |
| Sattler       | Deutschkonservative Partei | 32      | 0,6  | Gutsbesitzer in Klapaten     |
| Sonstige      | 0                          | 21      | 0,4  | 0                            |